# Андаманский дневной геккон
Андаманский дневной геккон (лат. Phelsuma andamanensis) — вид гекконов из рода фельзум, обитающий на Андаманских островах.
Это небольшой геккон. Имеет стройное туловище. Окраска может варьировать от тёмно-изумрудного на солнце до почти чёрного в тени. В целом имеет ярко-зелёный цвет. На спине присутствуют красные крапинки и полоски. Самцы имеют хвост синеватого или бирюзового цвета. По обе стороны морды тянется красновато-коричневая полоса от ноздрей к уху. Брюхо имеет ярко-жёлтый или почти белый цвет.
Любит лесистую местность. Часто можно встретить среди кокосовых или банановых деревьев, а также около жилья человека. Как и все Фельзумы активен днём. Питается насекомыми, мелкими членистоногими, фруктами, нектаром цветов.
Яйцекладущая ящерица. Половая зрелость наступает в возрасте 1 года. Самки откладывают по 2 яйца на склоне холма в защищённом месте. За сезон бывает до 6 кладок.
Вид обитает в основном на Андаманских островах, хотя встречается и на Никобарских островах (Индия).